# اسکات واگستاف
اسکات واگستاف (انگلیسی: Scott Wagstaff؛ زادهٔ ۳۱ مارس ۱۹۹۰) بازیکن فوتبال اهل بریتانیا است.
از باشگاه‌هایی که در آن بازی کرده‌است می‌توان به باشگاه فوتبال چارلتون اتلتیک، باشگاه فوتبال نورتویچ ویکتوریا، باشگاه فوتبال ای‌اف‌سی بورنموث، باشگاه فوتبال لیتون اورینت، و باشگاه فوتبال بریستول سیتی اشاره کرد.